# 土桥镇 (榆树市)
土桥镇，是中华人民共和国吉林省长春市榆树市下辖的一个乡镇级行政单位。

## 行政区划
土桥镇下辖以下地区：
土桥村、卫国村、保家村、十里村、长胜村、山湾村、新房村、永胜村、兴隆川村、十四户村、古井村、隆华村、双羊村、五官村、胜利村、德利村、椴树村、三窝村、光明村、孟家村、平安村、祥顺村、长德村、忠厚村、皮信村、光复村、万宝村、长寿村和亮营村。